# MSN Mobile

Hình MSN Mobile trên một thiết bị cầm tay

MSN Mobile bao gồm những dịch vụ truyền thông và thông tin dành cho thiết bị di động từ Microsoft như một thành phần của loạt dịch vụ MSN và Windows Live. Nhiều trang MSN có thể được truy cập trực tiếp từ thiết bị di động.
Những dịch vụ của sản phẩm MSN Mobile bắt nguồn từ hai nhóm chuyên về di động vủa phân nhánh dịch vụ trực tuyến của Microsoft. Nhóm cũ nhất, được đổi tên thành Windows Live Mobile vào 2006, chủ yếu là gửi tin nhắn SMS và dịch vụ trên nền WAP. Nhóm mới hơn, MSN Mobile, bắt đầu vào tháng 8 năm 2006 tập trung vào việc mang nội dung cao cấp của MSN và do người dùng tạo ra lên thiết bị di động thông qua cả trình duyệt di động và ứng dụng người dùng.
MSN Mobile có hai cách để truy cập:
- Duyệt trên di động
- Ứng dụng di động

## Tính năng

### Duyệt trên di động
Duyệt trên di động cho phép người dùng truy cập dịch vụ thông tin MSN trên thiết bị di động của họ thông qua kết nối WAP hoặc GPRS. Giao diện được tối ưu để xem trên thiết bị cầm tay di động. Người dùng có thể:
- Tìm kiếm thông tin trên web
- Lấy những tin ngắn từ MSNBC
- Xem tỷ số và các diễn biến chính mới nhất từ FOX Sports
- Những thông tin về các ngôi sao giải trí trên MSN Entertainment và thông tin điện ảnh
- Tìm giờ chiếu và phim đang chiếu trong khu vực địa phương của người dùng
- Tán gẫu với bạn đang trực tuyến với Windows Live Messenger
- Xem dự báo thời tiết
- Lấy bản đồ và hướng đường sá
- Sử dụng Windows Live Spaces Mobile
- Lấy những câu trả lời cho câu hỏi

### Ứng dụng di động
Phần mềm MSN Mobile được cài đặt sẵn trên PDA và điện thoại. MỘt vài nhà cung cấp tính tiền để sử dụng dịch vụ này. Phần mềm trên máy thường cho phép nhắn tin nhanh và email; vài phiên bản khác còn cung cấp khả năng truy cập vào Spaces và Search.